# わかば書店
わかば書店（わかばしょてん）は、大分県中津市耶馬溪町にあった公営書店。1992年（平成4年）5月3日に日本で初めて開店した公営書店である。2008年（平成20年）3月31日をもって閉店した。

## 沿革

### 開店の経緯
財団法人出版文化産業振興財団が実施している地域読書環境整備事業の第1号として開店した公営書店である。この事業は、書店や図書館のない町村に書店を開設することを目的としたもので、書店や図書館がない町村のうち場所や担当者の確保などの一定の条件を満たした町村に対して、書店開店のノウハウを提供するとともに、オープン時の初期在庫を無償で貸与するというものである。出版文化産業振興財団によれば、1997年（平成9年）7月時点で書店も図書館もない町村は、全国の2,569町村のうち約31％にあたる787町村に上った。
下毛郡耶馬溪町は人口約6,000人の自治体であり、書店も図書館も存在しなかった。耶馬渓町はこの事業の適用を受けるとともに、ふるさと創生事業の資金を投入して、1992年（平成4年）5月3日、耶馬渓町中央公民館1階に町営のわかば書店を開店させた。

### 開店後
店舗面積約20m2、在庫約6,500冊という小規模な店舗だったが、学校図書館への納入も含めて、開店から1年で15,000冊、900万円以上の売上を上げた。その後も、開店記念日の5月3日に、毎年、こどもフェスタ in 耶馬溪として、読書感想文・感想画コンクール、児童図書展示会、映画会などを開いて、地元に親しまれた。
2005年（平成17年）3月1日には耶馬渓町が中津市に編入され、わかば書店は中津市営の書店となった。

### 閉店
近年には旧耶馬渓町にコンビニエンスストアが開店し、またAmazon.co.jpなどのオンラインストアの利用が一般的になったため、わかば書店の売上は減少し、2008年（平成20年）3月31日をもって閉店した。